# Ahrensfelde (Brandenburg)
Ahrensfelde is een gemeente in de Duitse deelstaat Brandenburg, en maakt deel uit van het Landkreis Barnim. Ahrensfelde ligt net buiten Berlijn en telt 13.959 inwoners.
De huidige gemeente ontstond in oktober 2003 door de samenvoeging van Ahrensfelde, Blumberg, Eiche, Lindenberg en Mehrow; tot oktober 2004 droeg de gemeente de naam Ahrensfelde-Blumberg. In 1990 verloor de gemeente Ahrensfelde een deel van haar grondgebied aan Berlijn; hierbij ging het om een deel van het nieuwbouwgebied Berlin-Marzahn dat zich tot buiten de stadsgrenzen uitstrekte. Deze wijk draagt net als de gemeente waartoe hij aanvankelijk behoorde de naam Ahrensfelde.
De gemeente telt drie spoorwegstations: Ahrensfelde Nord, Ahrensfelde Friedhof en Blumberg, alle gelegen aan de Wriezener Bahn (Berlin-Lichtenberg - Werneuchen). Het station Ahrensfelde, tegenwoordig eindpunt van de Berlijnse S-Bahn, bevindt zich net buiten de gemeentegrenzen, hetgeen al voor de grenscorrectie van 1990 het geval was.

## Plaatsen in de gemeente Ahrensfelde
- Ahrensfelde,
- Blumberg
  - Elisenau
- Eiche
- Lindenberg
  - Neu-Lindenberg
  - Klarahöh
- Mehrow
  - Trappenfelde

## Demografie
- Ontwikkeling van de bevolking sinds 1875 binnen de huidige grenzen (blauwe lijn: Bevolking; stippellijn: Vergelijking van de ontwikkeling van de bevolking van de deelstaat Brandenburg, Grijze achtergrond: tijdens de nazi-regering, Rode achtergrond: tijdens de communistische regering)
- Recente ontwikkeling van de bevolking (blauwe lijn) en prognoses

| Jaar | Inwoners |
| ---- | -------- |
| 1875 | 2 766    |
| 1890 | 3 130    |
| 1910 | 3 320    |
| 1925 | 3 477    |
| 1933 | 5 041    |
| 1939 | 6 766    |
| 1946 | 7 055    |
| 1950 | 7 711    |
| 1964 | 7 178    |
| 1971 | 6 918    |

| Jaar | Inwoners |
| ---- | -------- |
| 1981 | 5 674    |
| 1985 | 5 438    |
| 1989 | 5 043    |
| 1990 | 5 036    |
| 1991 | 5 154    |
| 1992 | 5 309    |
| 1993 | 5 389    |
| 1994 | 5 999    |
| 1995 | 6 494    |
| 1996 | 6 697    |

| Jaar | Inwoners |
| ---- | -------- |
| 1997 | 7 701    |
| 1998 | 8 559    |
| 1999 | 9 640    |
| 2000 | 10 612   |
| 2001 | 11 130   |
| 2002 | 11 553   |
| 2003 | 12 128   |
| 2004 | 12 538   |
| 2005 | 12 848   |
| 2006 | 13 040   |

| Jaar | Inwoners |
| ---- | -------- |
| 2007 | 13 006   |
| 2008 | 13 090   |
| 2009 | 13 114   |
| 2010 | 13 028   |
| 2011 | 12 727   |
| 2012 | 12 761   |
| 2013 | 12 769   |
| 2014 | 12 856   |
| 2015 | 12 954   |
| 2016 | 13 068   |

| Jaar | Inwoners |
| ---- | -------- |
| 2017 | 13 307   |
| 2018 | 13 543   |
| 2019 | 13 843   |
| 2020 | 13 959   |

Gegevensbronnen worden beschreven in de Wikimedia Commons.